# Извор (Пирот)
Извор је насеље Града Пирота у Пиротском округу. Према попису из 2022. има 607 становника (према попису из 2002. било је 781 становника).

## Историја
Око 1850. године радила је школа у Извору, па изгорела у пожару. Више година ту су биле рушевине, све док наводно једна баба није у сну "добила заповест" да се нова подигне, а што су мештани испунили - купили плац и нову саградили. У месту је 1896. године радила четвороразредна основна школа са 44 ученика.

## Демографија
У насељу Извор живи 657 пунолетних становника, а просечна старост становништва износи 43,3 година (41,9 код мушкараца и 44,8 код жена). У насељу има 252 домаћинства, а просечан број чланова по домаћинству је 3,10.
Становништво у овом насељу веома је нехомогено.
|  |

| Демографија | Демографија | Демографија |
| Година      | Становника  | Становника  |
| ----------- | ----------- | ----------- |
| 1948.       | 1.217       |             |
| 1953.       | 1.163       |             |
| 1961.       | 1.069       |             |
| 1971.       | 1.103       |             |
| 1981.       | 1.007       |             |
| 1991.       | 905         | 905         |
| 2002.       | 781         | 782         |

| Етнички састав према попису из 2002.‍ | Етнички састав према попису из 2002.‍ | Етнички састав према попису из 2002.‍ | Етнички састав према попису из 2002.‍ | Етнички састав према попису из 2002.‍ |
| ------------------------------------ | ------------------------------------ | ------------------------------------ | ------------------------------------ | ------------------------------------ |
|                                      |                                      |                                      |                                      |                                      |
| Срби                                 | Срби                                 |                                      | 507                                  | 64,91%                               |
| Роми                                 | Роми                                 |                                      | 4                                    | 0,51%                                |
| Бугари                               | Бугари                               |                                      | 1                                    | 0,12%                                |
| непознато                            | непознато                            |                                      | 77                                   | 9,85%                                |

| Година пописа     | 1948. | 1953. | 1961. | 1971. | 1981. | 1991. | 2002. |
| ----------------- | ----- | ----- | ----- | ----- | ----- | ----- | ----- |
| Број домаћинстава | 196   | 216   | 231   | 257   | 277   | 282   | 252   |

| Број чланова      | 1  | 2  | 3  | 4  | 5  | 6  | 7 | 8 | 9 | 10 и више | Просек |
| ----------------- | -- | -- | -- | -- | -- | -- | - | - | - | --------- | ------ |
| Број домаћинстава | 44 | 67 | 48 | 38 | 28 | 22 | 5 | 0 | 0 | 0         | 3,10   |

| Пол    | Укупно | Неожењен/Неудата | Ожењен/Удата | Удовац/Удовица | Разведен/Разведена | Непознато |
| ------ | ------ | ---------------- | ------------ | -------------- | ------------------ | --------- |
| Мушки  | 343    | 90               | 222          | 26             | 5                  | 0         |
| Женски | 343    | 60               | 222          | 57             | 4                  | 0         |
| УКУПНО | 686    | 150              | 444          | 83             | 9                  | 0         |

| Пол    | Укупно                    | Пољопривреда, лов и шумарство | Рибарство                            | Вађење руде и камена | Прерађивачка индустрија       |
| ------ | ------------------------- | ----------------------------- | ------------------------------------ | -------------------- | ----------------------------- |
| Мушки  | 148                       | 10                            | 0                                    | 0                    | 81                            |
| Женски | 93                        | 9                             | 0                                    | 0                    | 61                            |
| УКУПНО | 241                       | 19                            | 0                                    | 0                    | 142                           |
| Пол    | Производња и снабдевање   | Грађевинарство                | Трговина                             | Хотели и ресторани   | Саобраћај, складиштење и везе |
| Мушки  | 7                         | 14                            | 5                                    | 3                    | 5                             |
| Женски | 1                         | 2                             | 5                                    | 0                    | 0                             |
| УКУПНО | 8                         | 16                            | 10                                   | 3                    | 5                             |
| Пол    | Финансијско посредовање   | Некретнине                    | Државна управа и одбрана             | Образовање           | Здравствени и социјални рад   |
| Мушки  | 0                         | 3                             | 5                                    | 1                    | 3                             |
| Женски | 1                         | 0                             | 1                                    | 4                    | 8                             |
| УКУПНО | 1                         | 3                             | 6                                    | 5                    | 11                            |
| Пол    | Остале услужне активности | Приватна домаћинства          | Екстериторијалне организације и тела | Непознато            | Непознато                     |
| Мушки  | 9                         | 0                             | 0                                    | 2                    | 2                             |
| Женски | 0                         | 0                             | 0                                    | 1                    | 1                             |
| УКУПНО | 9                         | 0                             | 0                                    | 3                    | 3                             |